# 三阳站
三阳站位于中国安徽省黄山市歙县三阳乡，是杭黄客运专线从浙江省进入安徽省的第一个车站。此前三阳站在规划中作为杭黄客专的越行站，主要为列车运行时调控、编组和维修使用，是10个车站中唯一不办理客运的车站。后经当地政府积极争取，最终将三阳站改为可以上下客的客运站。站台离地48米，高昌源河在车站下穿过。车站以黑白灰为主色调，以徽州马头墙的线条为设计特征。

## 车站结构

### 站房

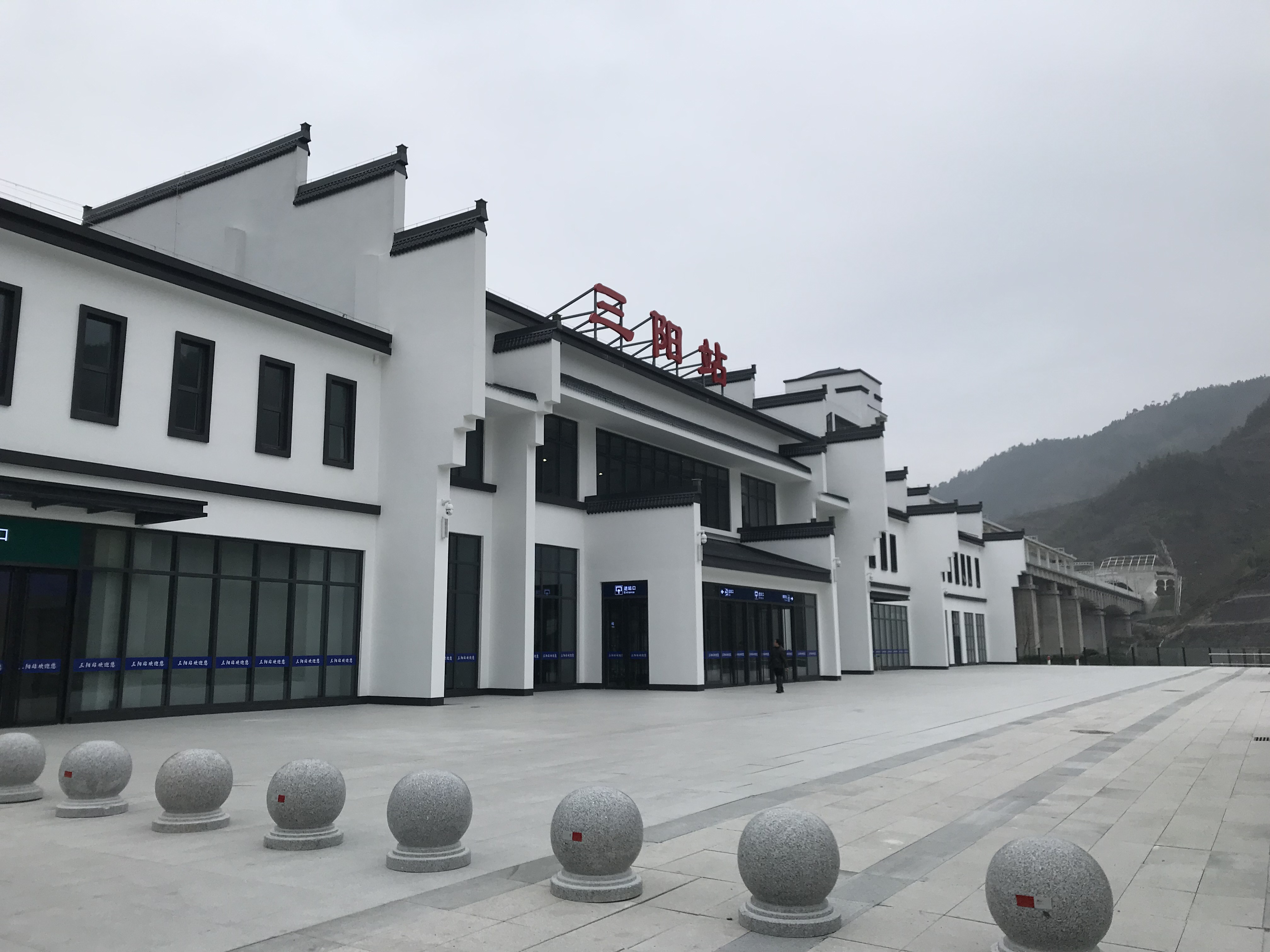
站房侧面

三阳站站房位于站场一侧地面，建筑面积为1499平方米，为钢筋混凝土框架结构；站房外立面参考了当地民居，具有典型的徽派特色；但其建筑材料摒弃传统：其屋顶使用了“氟塑树脂瓦”而非传统青瓦，使得建筑线条更为明显；而站房墙面由实体白墙改为双层夹胶玻璃幕墙，以增强站房内自然采光。
三阳站站房旁还设有信号楼、10KV配电所和分区所等设施。
- 售票处
- 候车室
- 进出站通道
- 出站口

### 站场
车站站场位于连接三阳乡隧道和峰高岭隧道、全长近640米的近三阳站特大桥上。三阳站特大桥中心里程为DK217+998.975，跨越昌源河及杭徽高速公路，上下最高落差达40.5米，桥墩17个，是安徽省最长的高架站。
| 2F | 侧式站台 | 侧式站台                              |
| 2F | 2站台    | 杭黄客运专线 往黄山北方向（绩溪北站） |
| 2F | 通过线   | 杭黄客运专线 上行列车通过线           |
| 2F | 通过线   | 杭黄客运专线 下行列车通过线           |
| 2F | 1站台    | 杭黄客运专线 往杭州南方向（千岛湖站） |
| 2F | 侧式站台 |                                       |
| 1F | 夹层     | 办公区、职工活动中心                  |
| 1F | 站房     | 出站口、进站口、售票、候车、检票口    |

0

## 旅客列车目的地
截止2024年2月，目前每天有6班列车在本站停靠，全为动车组列车（含D、G字头）
| 列车所属路局 | 目的地                 |
| ------------ | ---------------------- |
| 武汉铁路局   | 杭州西                 |
| 上海铁路局   | 黄山北、南昌东、徐州东 |
| 西安铁路局   | 西安北                 |

## 接驳交通
三阳站站前广场设有三阳公路客运站，设有发往昱岭关、杞梓里、金川三条公交线路。2019年11月22日浙江临安公共交通有限公司开通昌化至三阳定制班车途径三阳公路客运站，以方便两地居民出行。